# デキストロメトルファン
デキストロメトルファン（Dextromethorphan, DXM）は、鎮咳去痰薬として使用される、鎮静作用および解離作用を持つモルフィナン系薬物の一つである。商品名メジコンで販売されている。後発医薬品が販売されているほか、風邪薬や鎮咳薬の成分として一般用医薬品にも含まれている。そのほか、鎮痛剤またはオピオイド増強剤としてペインクリニックで用いられたり、依存症の治療での心理学的特性を持つ。剤形としては、錠剤、散剤、シロップ剤、トローチ剤（海外）である。通常臭化水素酸塩水和物として使用されるが、イオン交換樹脂であるポリスチレンスルホン酸に吸着させた製剤もある。純粋な状態では白色粉末で、味は苦味を持つ。
作用機序は一つではなく、非選択的セロトニン再取り込み阻害薬かつσ1受容体作働薬である。さらにDXMとその主な代謝産物であるデキストロルファン（DXO）がさらに代謝された3-メトキシモルヒナンはラットで、DXO以上DXM以下の局所麻酔作用を示す。

## 適応
日本の医療用医薬品で認められている効能・効果は「咳嗽（感冒、急性気管支炎、慢性気管支炎、気管支拡張症、肺炎、肺結核、上気道炎、気管支造影術、気管支鏡検査 に伴うもの）」である。クレゾールスルホン酸カリウムとの配合剤は、肺結核や百日咳の咳嗽および喀痰喀出困難にも使用できる。
2010年、米国FDAはデキストロメトルファン・キニジンの配合剤（英語版）を情動調節障害（PBA）の治療に用いることを承認した。

## 医療研究
2015年、デキストロメトルファンが膵臓のβ細胞のアミノ酸受容体のひとつ、N-メチル-D-アスパラギン酸受容体（NMDA受容体）を阻害し、インスリン分泌を増加させることが明らかとなり、糖尿病患者で食後血糖値が低下することが確認された。

## 禁忌
DXMに過敏症のある患者、妊婦や産婦は相対禁忌のほか、ヒスタミンを放出させる（アレルギー反応）ので、反応が強く出やすいアトピー患児には、不可欠の場合のみ最小限の用量を医師の監視下で投与すべきである。

## 副作用
重大な副作用として添付文書に記載されているものは、呼吸抑制、ショック、アナフィラキシー様症状である。
5%以上に発疹、眠気が発現する。そのほか、日本の添付文書に記載されている副作用は、頭痛、眩暈、不快、不眠、悪心・嘔吐、食欲不振、便秘、腹痛、口渇、おくびである。日本国外の添付文書には、潮紅、瘙痒、下痢、鎮静、錯乱、緊張、閉眼時幻覚が記載されている。
呼吸抑制はコデインよりは弱いと考えられる。
通常量の10倍量を投与すると、体力増強感、自信増強感、不穏、早口、瞳孔散大、生気のない目等が発現する。
通常量の15〜75倍量を投与すると、幻覚、解離、嘔吐、霧視および／または複視、眼球充血、散瞳、発汗、発熱、歯軋り、低血圧、高血圧、頻脈、浅呼吸、下痢、尿閉、痙攣、鎮静、多幸感、痺れ、失神、意識消失、目の焦点が合わない、潮紅が出現する。
日本の添付文書では、過量投与の症状として嘔気、嘔吐、尿閉、運動失調、錯乱、興奮、神経過敏、幻覚、呼吸抑制、嗜眠が記載されている。
ラットにおいて、フェンシクリジンなどのより強力なNMDA拮抗薬での投与によってオルニーの病変（神経細胞の空胞化）が後帯状皮質および脳梁膨大後部皮質で観察されるが、DXMの経口投与では、高用量（反復投与雄で400mg/（kg/日）、雌で120mg/（kg/日）、最大30日間）においても神経細胞の空胞化や神経変性は観察されない。
症例報告の多くで、娯楽目的に使用した場合に精神的な依存が生じるとされている。一方WHOの薬物依存に関する専門委員会が発行した報告書では、身体依存は生じない。

### 相互作用
DXMはモノアミン酸化酵素阻害薬と併用する場合は注意すべきである。不安、発熱、震えなどをおこすセロトニン症候群を惹起することがある。DXMは過剰量を服用するとSSRIとの併用によってセロトニン症候群を起こす事がありえる。しかし、副作用としてセロトニン症候群の発生頻度は低く、臨床量でのDXMの服用においては惹起する可能性が低いと考えられる。

### 食品との相互作用
グレープフルーツ（またはグレープフルーツジュース）などのフラノクマリン類が含まれる食品を摂取する場合は、肝臓のシトクロムP450を阻害することによる相互作用が生じ、血中濃度の上昇や作用の長時間化が見られることがあることに注意が必要である。グレープフルーツのほか、ベルガモットやライムなどの柑橘類に注意する必要がある。DXMの服用時はそれらの果物の摂取を避ける必要がある。

### 臨床検査
DXMは血液および尿から検出できる。血液は、血清でも血漿でも良い。尿は最少で2mLを用いる。

## 化学的特徴
DXMはレボメトルファン（レボルファノールメチルエステル）の光学異性体であり、D体、L体共にオピオイド系鎮痛薬である。DXMのIUPAC名は(+)-3-メトキシ-17-メチル-9α,13α,14α-モルフィナンである。塩基単体は帯黄白色の結晶性の粉末であり、クロロホルムに溶け易く、水にほとんど溶けない。DXM水溶液の比旋光度は +27.6°（20℃、ナトリウム D線）である。DXM臭化水素酸塩の旋光度[α]D20は＋26～＋30°である:4。

## 作用機序
DXMは下記に示す様に様々な動物組織中の受容体に結合する。Kiの値が小さい程、強い親和性を持つ。
- NMDA型グルタミン酸受容体（PCP結合部位）非競合的阻害（Ki = 7,253 nM）[21]
- σ1（英語版）・σ2（英語版） 受容体（英語版）作働（それぞれ、Ki = 205 nM、11,060 nM）[21]
- α3β4（英語版）-、α4β2（英語版）-, and α7-nACh受容体阻害（Ki ≃ µM の範囲)

DXMはアフリカツメガエルの卵母細胞、ヒト胎児腎臓細胞、マウス組織のニコチン受容体に結合する。マウスのテールフリック法（マウスの尾に熱刺激を与える試験法）においてニコチンの抗侵害受容作用（疼痛緩和作用）を阻害する。
- μ（英語版）-, δ（英語版）-, and κ（英語版）-オピオイド受容体作働（それぞれ、Ki = 1,280 nM、11,500 nM、7,000 nM）[25]
- SERTおよびNET（英語版）阻害（英語版）（それぞれ、Ki = 23 nM、240 nM）[5][25][26][27]
- NADPHオキシダーゼ阻害[28]

DXMそれ自身のNMDA受容体阻害能よりも、代謝体であるデキストロルファンの阻害能の方が10倍近く高く、解離作用は主にデキストロルファンによると考えられる。(+)-3-メトキシモルヒナンなど、他の代謝物が果たす役割の全容は、未だ明らかではない。

## 薬物動態
経口投与後、DXMは消化管が速やかに吸収されて全身血中に入る。血液脳関門を通過する。DXMは臨床用量で中枢神経系に対して末梢（気管）と逆の作用をする。気管で繊毛の働きを妨ずに、咳の閾値を上昇させる。DXMは消化管から速やかに吸収され、肝臓のシトクロムP450酵素の一つCYP2D6で活性体であるデキストロルファンに変換される。鎮咳効果は10〜45mgで奏効し、個人差がある。国際咳嗽学会（International Society for the Study of Cough）は、「成人に対しては初回60mgを投与し、1日投与回数は4回以内とすることが望ましい」との声明を出した。
経口投与後の作用継続時間はDXM臭化水素酸塩で約3〜8時間、ポリスチレンスルホン酸吸着剤で10〜12時間である。

### 代謝
吸収されたDXMは門脈から肝臓へと入り、一部がO-脱メチル化されてデキストロルファン（DXO）になる。DXMの薬効はDXMとDXOの相加作用であると考えられている。DXMの一部はN-脱メチル化されて3-メトキシモルフィナン（MEM）になり、グルクロン酸抱合または硫酸抱合される。DXM投与の数時間後、ヒトでは尿中から、代謝物である(+)-3-ヒドロキシ-N-メチルモルフィナンと(+)-3-モルフィナンのほか、痕跡量の未代謝物が検出される。
主な代謝酵素はシトクロムP450の内のCYP2D6である。コーカソイドでは10人中1人でCYP2D6の活性が低く、薬物が血中に留まる時間が延長する。一方、アジア人では低活性多形は2%程度とされる。DXMの脱メチル化により生成されるDXOは、DXM代謝で生成されるDXOの内、少なくとも8割を占める。CYP2D6がDXMの主要な不活性化経路であるので、CYP2D6低活性多型者では、作用の持続時間が3倍長い。252名の米国人を対象にした研究では、84.3%がCYP2D6高活性多型、6.8%が中活性多型、8.8%が低活性多型であった。CYP2D6については多くの対立遺伝子が知られており、全く活性を持たないタイプもある。多型の分布は人種間で異なる。多くの薬物がCYP2D6を阻害する可能性がある。SSRI、三環系抗うつ薬、一部の抗精神病薬、抗ヒスタミン薬のジフェンヒドラミンなどである。これらの医薬品の併用は、特にCYP2D6低活性多型者で問題になる。
DXMはCYP3A4でも代謝される。N-脱メチル化は主にCYP3A4による。MEMの少なくとも9割が、DXMのN-脱メチル化で生成する。
他にも多くのCYP酵素がDXMを代謝するが、その量は少ない。CYP2B6はCYP3A4よりもN-脱メチル化活性が高いが、肝臓内の存在量が非常に少ないので、代謝には余り寄与しない。

## 歴史
ラセミ体の母化合物ラセモファン（別名、オルファン）はスイスで1946年に、米国で1967年に特許が申請され、1950年に認可されている。酒石酸を用いたラセモファンの光学分割法が1952年に発表され、非中毒性の物質としてデキストロメトルファンが1954年に臨床試験された。1958年にFDAは鎮咳薬として一般用医薬品としての使用を承認した。当初期待された通り、DXMはコデインを鎮咳薬として使用した際の問題―鎮静やオピオイド依存―を解決したが、フェンシクリジンやケタミンの様に、後年では非医療目的で使用されるようになった。
1960年代〜1970年代にDXMは錠剤として一般用医薬品の棚にならび、一時は売れ行きも好調であったが、1973年、乱用を減少させるために撤去され、別の鎮咳去痰薬に置き換えられた。1990年代にインターネットが普及すると、DXMに関する情報が急速に広まり、DXMを手に入れようとするグループが形成された。1996年初頭、DXM臭化水素酸原末がオンラインで市販され、消費者はシロップ剤でなく元末を直接入手できる様になった。2012年1月1日、米国カリフォルニア州では、DXMは医師の処方箋に基づく場合を除き、未成年者へ販売することが禁止された。
インドネシアでは、医薬品規制当局（BPOM-RI）が処方箋の有無を問わずDXM単剤の販売を禁じた。インドネシアはDXM単剤の製造・販売が（処方箋があっても）違法である唯一の国であり、違反すると起訴され得る。インドネシア麻薬取締局（BNN-RI）は、DXMを保有していると薬剤師免許や薬局開設免許を取り消し、刑事訴追すると発言した。法の執行の結果、130種の医薬品が撤去されたが、DXMの他にも有効成分を含む医薬品は継続して一般用医薬品として販売することができた。公式発表ではBPOM-RIは、DXMがマリファナ、アンフェタミン、ヘロインの代わりにしばしば乱用され、鎮咳薬としては今日ではもはや有用ではないとした。
BPOM-RIの麻薬・向精神薬・依存性物質（インドネシア語：NAPZA）取締局長は、DXM、モルヒネ、ヘロインは同じ植物から採れるもので、DXMの効果はモルヒネやヘロイン注射の1⁄100であると述べた。対照的に、BPOM-RIの治療薬・NAPZA取締副監督官は、DXMはモルヒネと化学的に類似しており、中枢神経系への直接的な危険性を持つため、使用者の精神を崩壊させると述べた。副監督官はまたDXMについてはモルヒネと異なり、研究やレビューがないので患者の更生が不可能であると述べた。しかしこの主張は、ナロキソン単剤でDXMの依存と中毒の治療が可能であるという多くの研究によって否定される。副監督官はインドネシアではDXMの乱用率が高く、死亡率も高いので、身体的依存性は高いものの代替薬としてμ-オピオイド系鎮咳薬のコデインを使用できる様にすべきではないかと述べた。
日本では塩野義製薬が販売（商品名：メジコン）してきたが、2010年代には特許期間が切れ、後発医薬品メーカーも続々と製造するようになった。しかしこれら後発医薬品メーカーが次々と不祥事を起こして生産自粛を余儀なくされる一方、2023年には新型コロナウイルス感染症やインフルエンザの患者が増え需給がひっ迫した。このため、塩野義製薬が生産数を倍増する措置を採ることとなった。

## 参考画像

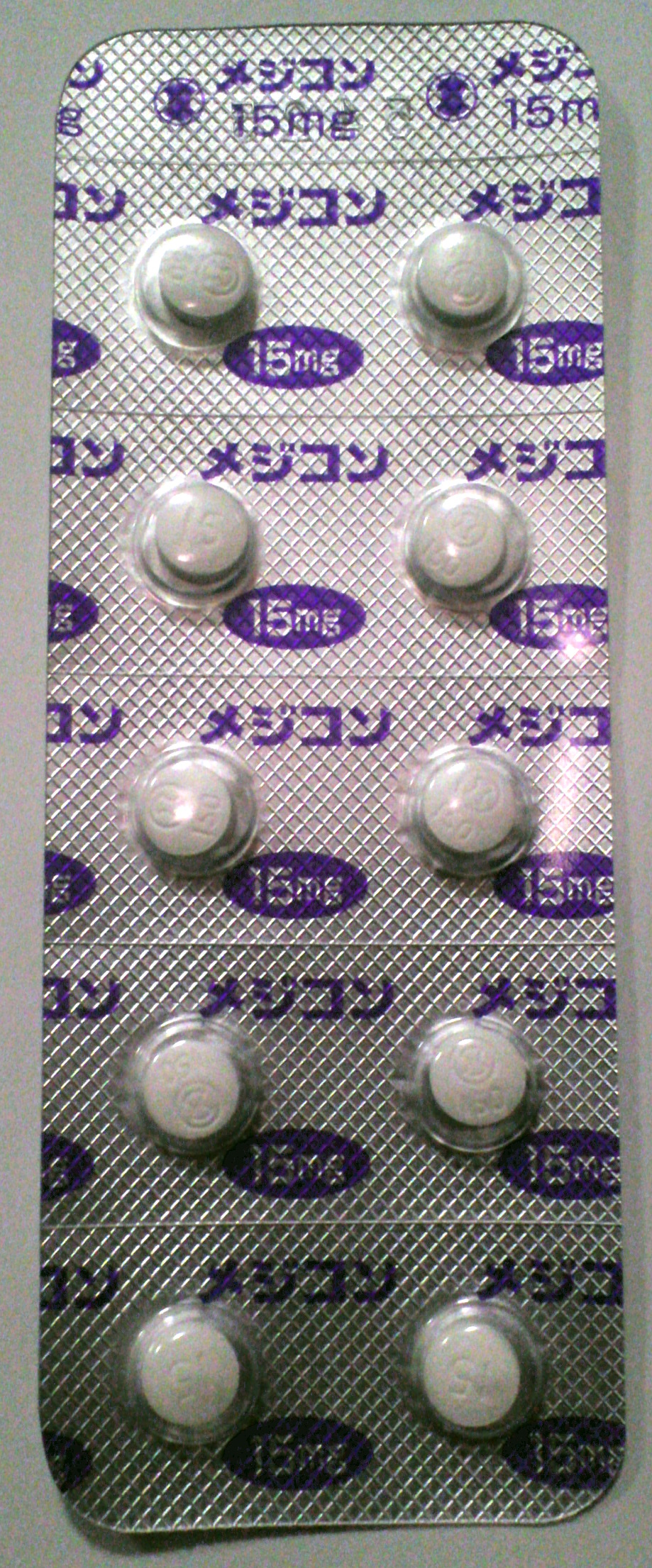
デキストロメトルファン臭化水素酸塩製剤（先発薬のメジコン錠15mg）の錠剤